# Bazylika św. Witalisa w Rzymie
Bazylika św. Witalisa i Towarzyszy męczenników (wł. Basilica dei santi Vitale e Compagni martiri in Fovea, często nazywana San Vitale) – rzymskokatolicki kościół tytularny w Rzymie.
Świątynia ta jest kościołem parafialnym parafii Santi Vitale e Compagni martiri in Fovea oraz kościołem tytularnym, mającym również rangę bazyliki mniejszej. Jest też kościołem stacyjnym z trzeciego piątku Wielkiego Postu.

## Lokalizacja
Kościół znajduje się w I Rione Rzymu – Monti przy Via Nazionale 194.

## Patroni
Patronami świątyni są św. Witalis z Mediolanu, jego żona św. Waleria oraz ich synowie św. Gerwazy i Protazy – męczennicy, którzy ponieśli śmierć za wiarę chrześcijańską w I lub III wieku. 

## Historia
Pod koniec IV wieku w tym miejscu powstał mały kościół. Następnie około roku 400, dzięki fundacji damy o imieniu Vestina, wybudowano trójnawową bazylikę, którą poświęcił papież Innocenty I w 402 roku. Zapis z synodu w 499 roku wymienia Titulus Vestinae. Natomiast dedykacja świątyni św. Witalisowi pojawiła się w źródłach w 595 roku, kiedy to kościół został określony jako Titulus Sancti Vitalis. Około 800 roku za pontyfikatu Leona III miała miejsce renowacja bazyliki. Ówczesny kościół składał się z trzech naw oddzielonych od siebie arkadami, z których każda miała po piętnaście łuków oddzielonych granitowymi kolumnami, w ścianach bocznych były okna, po jednym nad każdą kolumną. Kościół nie miał transeptu, ale trzy półokrągłe apsydy (dużą przy prezbiterium i mniejsze na końcach naw bocznych).
Na polecenie papieża Sykstusa IV kościół został znacznie pomniejszony przed jubileuszem roku 1475, było to związane z jego złym stanem technicznym. Rozebrano wówczas nawy boczne oraz zamurowano arkady, okna fasady zostały zastąpione jednym małym okrągłym okienkiem.
W XVI wieku kościół został przekazany teatynom, a po niezbyt długim czasie, w 1595 roku dostali go pod opiekę jezuici. Natychmiast przystąpili oni do renowacji, która trwała do 1603 roku. Kolejne odnowienie kościoła miało miejsce w roku 1859 i było przeprowadzone na polecenie papieża Piusa IX. W 1884 papież Leon XIII powołał do istnienia parafię, której kościołem parafialnym została bazylika św. Witalisa.
W 1937 roku kościół został odnowiony. Ponowna restauracja była przeprowadzona w latach 1956-1960, kiedy też prowadzono prace archeologiczne.

## Architektura i sztuka
Obecnie kościół jest jednonawowy z półokrągłą apsydą. Najstarszą częścią kościoła, pochodzącą prawdopodobnie z V wieku, jest narteks. Wprawdzie został on zmieniony przez jezuitów w XVI wieku, ale w 1938 roku przywrócono go do pierwotnej formy (zeskrobano wówczas do gołej cegły manierystyczny stiuk z freskami Gaspare Celio). Narteks jest ceglany, z pięcioma łukami oddzielonymi czterema szarymi granitowymi kolumnami. Narteks ma plan trapezoidalny, jego lewa ściana jest krótsza od prawej. Drzwi wejściowe mają reliefowe panele przedstawiające męczeństwo św. Gerwazego i Protazego.
Sufit z lakierowanego drewna został wstawiony w 1938 roku. Z kolei podłoga została położona w 1937 roku.
Apsyda pochodzi z oryginalnej bazyliki. Koncha ozdobiona jest freskiem autorstwa Andrea Commodi, przedstawiającym drogę na Kalwarię. Poniżej znajduje się ołtarz główny, zawierający malowidło przedstawiające patronów bazyliki św. Witalisa, Walerię, Gerwazego i Protazego.
Ściany nawy są pokryte freskami wykonanymi w 1603 r. przez Tarquinio Ligustri, a przedstawiającymi sceny męczeństwa (po prawej stronie: św. Andrzeja Stratelatesa i Towarzyszy, św. Pafnucego z Egiptu, św. Marcelina i Piotra, św. Ignacego Antiocheńskiego; po lewej: św. Martyniana, Saturnina i Towarzyszy, czterdziestu męczenników z Sebasty, św. Januarego, św. Klemensa). Powyżej znajdują się wizerunki proroków (Micheasz, Daniel, Jeremiasz, Izajasz, Dawid, Ezechiel) oraz okna.
Ołtarze boczne:
- 1. Triumf Najświętszej Maryi Panny, ołtarz autorstwa Giovanni Battista Fiammeri (pierwszy po prawej stronie).
- 2. Niepokalane poczęcie NMP, ołtarz autorstwa Giovanni Battista Fiammeri (drugi po prawej).
- 3. Świętych Wyznawców (pierwszy po lewej).
- 4. Świętego Krzyża (drugi po lewej).

## Kardynałowie prezbiterzy
Bazylika św. Witalisa jest jednym z kościołów tytularnych nadawanych kardynałom-prezbiterom (Titulus Sancti Vitalis), przy czym starożytny tytuł San Vitale został zlikwidowany w 1596 i przywrócony przez Leona XIII 16 grudnia 1880 jako Santi Vitale, Valeria, Gervasio e Protasio.
- January (udokumentowany w 499)
- Krzysztof (udokumentowany w 761)
- Adrian (udokumentowany w 853)
- Jan (?-985)
- Lectifredo (1128-1140)
- Tomasz (1141-1146)
- Teodino de Arrone (1166-1179)
- Gregorio Crescenzi (1200-1208)
- Giovanni Castrocoeli OSB (1294-1295)
- Pierre de la Chapelle Taillefer (1305-1306)
- Jacques d'Euse (1312-1313)
- Bertrand de La Tour OFM (1320-1323), in commendam (1323-1333)
- Élie de Nabinal OFM (1342-1348)
- Niccolò Capocci (1351-1361), in commendam (1361-1368)
- Guillaume de Chanac OSB (1371-1383), in commendam (1383)
- Jean de Murol[a] (1385-1399)
- Peter von Schaumberg (1440-1469)
- Ausias Despuig (1473-1477)
- Cristoforo della Rovere (1477-1478)
- Domenico della Rovere (1478-1479)
- Ferry de Clugny (1480-1483)
- Juan Margarit i Pau (1483-1484)
- Giovanni Conti (1484-1493)
- Raymond Pérault (ok. 1494-1499)
- Jaime Serra i Cau (1500-1501)
- Gianstefano Ferrero (1502-1505)
- Antonio Ferrero (1505-1508)
- René de Prie (1509-1511)
- Antonio Maria Ciocchi del Monte (1511-1514)
- Francesco Conti (1517-1521)
- Marino Grimani (1528-1533)
- Esteban Gabriel Merino (1533-1534)
- Jan Fisher (1535)
- Gasparo Contarini (1535-1537)
- Giovanni Maria Ciocchi del Monte (1537-1542)
- Giovanni Girolamo Morone (1542-1549)
- Filiberto Ferrero (1549)
- Giovanni Ricci (1551-1566)
- Luigi Pisani (1566-1568)
- Luigi Cornaro (1568-1569)
- Gaspar Cervantes de Gaete (1570)
- Pierdonato Cesi (1570-1584)
- Costanzo Torri da Sarnano OFMConv (1586-1587)
- Antonio Maria Sauli (1588-1591)

Tytuł zlikwidowany (1596-1880)
- Andon Bedros IX Hassoun (1880-1884)
- Guglielmo Massaja O.F.M.Cap. (1884-1889)
- Albin Dunajewski (1891-1894)
- vacat (1894-1902)
- Jan Duklan Puzyna (1902-1911)
- vacat (1911-1914)
- Louis-Nazaire Bégin (1914-1925)
- Vicente Casanova y Marzol (1925-1930)
- vacat (1930-1935)
- Karel Kašpar (1935-1941)
- Manuel Arce y Ochotorena (1946-1948)
- Benjamín de Arriba y Castro (1953-1973)
- vacat (1973-1977)
- František Tomášek (1977-1992)
- Adam Maida (1994-nadal)